# Nacna
Nacna is een geslacht van vlinders van de familie Uilen (Noctuidae), uit de onderfamilie Acronictinae.

## Soorten
- N. javensis Warren, 1912
- N. malachite Oberthür, 1881
- N. prasinaria Walker, 1865
- N. pulchripicta Walker, 1865
- N. smaragdina Draudt, 1937
- N. splendens Moore, 1888
- N. sugitanii Nagano
- N. trinubila Draudt, 1937